# Ordensklasse

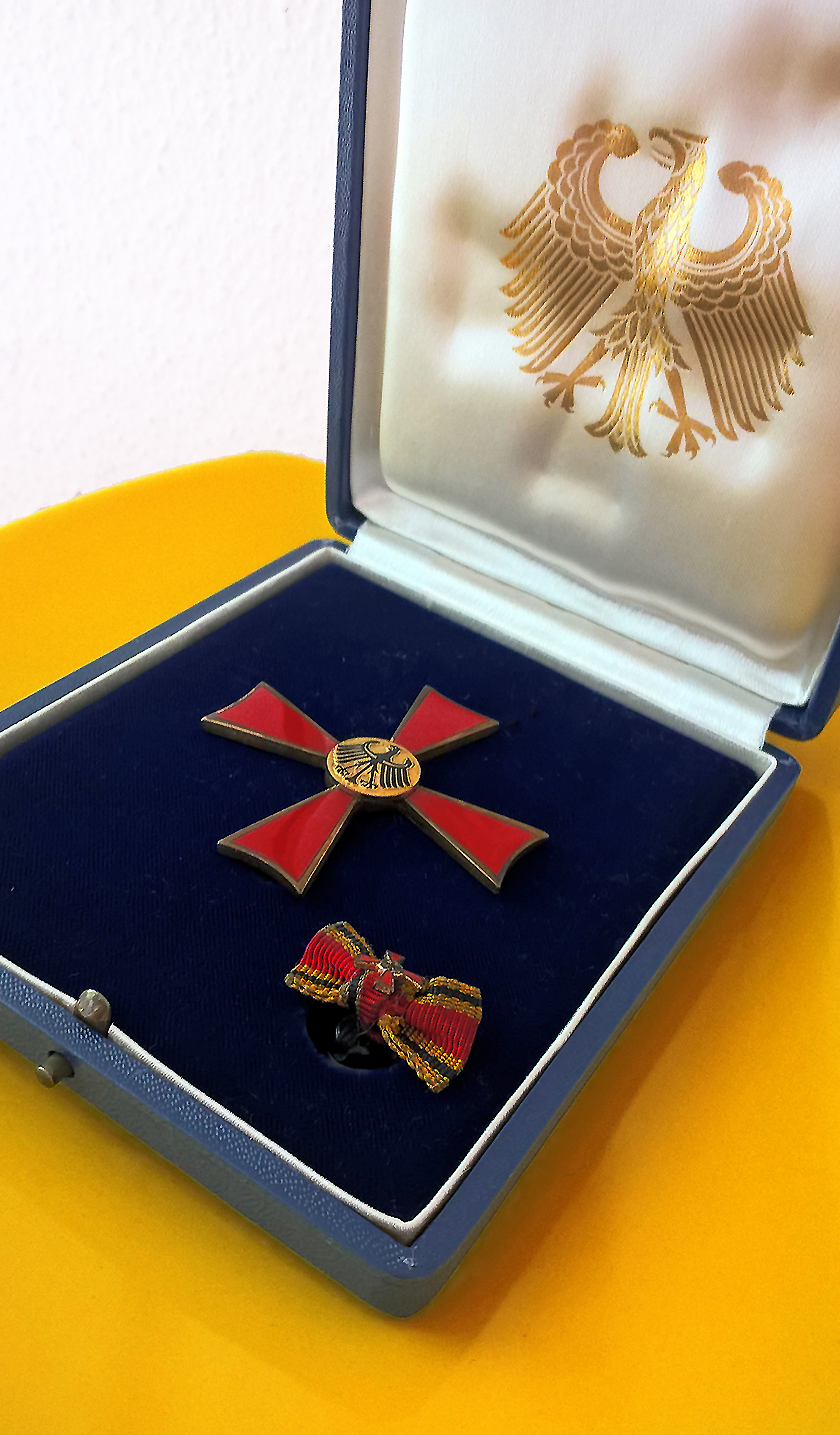
Verdienstkreuz 1. Klasse (Offizierskreuz) des Verdienstordens der Bundesrepublik Deutschland

Unter Ordensklasse versteht man in der Ordenskunde die Abstufung der meisten Verdienstordens und einiger Ritterorden und Ehrenzeichen. Der Zweck ist, durch die Stufung einen Unterschied in der Würdigungshöhe zu erreichen. Hierzu werden die Ordensdekorationen in Material oder Größe verschieden hergestellt und in verschiedener Art angelegt und vom Ordensmitglied oder Geehrten getragen.
Die Bezeichnungen der Klassen folgen generell denen der Ehrenlegion seit 1816, prominente Ausnahmen sind die Verdienstauszeichnungen der Bundesrepublik Deutschland und der Republik Österreich:
| Ehrenlegion (ab 1816) | Verdienstorden der Bundesrepublik Deutschland (ab 1966) | Ehrenzeichen für Verdienste um die Republik Österreich (ab 1983) | Zum Vergleich: Roter Adlerorden (ab 1861) |
| --------------------- | ------------------------------------------------------- | ---------------------------------------------------------------- | ----------------------------------------- |
| Großkreuz             | Sonderstufe des Großkreuzes                             | Groß-Stern des Ehrenzeichens                                     | Ritter I. Klasse mit Großkreuz            |
| Großkreuz             | Großkreuz in besonderer Ausführung                      | Groß-Stern des Ehrenzeichens                                     | Ritter I. Klasse mit Großkreuz            |
| Großkreuz             | Großkreuz                                               | Groß-Stern des Ehrenzeichens                                     | Ritter I. Klasse mit Großkreuz            |
| Großkreuz             | Großes Verdienstkreuz mit Stern und Schulterband        | Großes Goldenes Ehrenzeichen am Bande*                           | Ritter I. Klasse                          |
| Großkreuz             | Großes Verdienstkreuz mit Stern und Schulterband        | Großes Silbernes Ehrenzeichen am Bande*                          | Ritter I. Klasse                          |
| Großoffizier          | Großes Verdienstkreuz mit Stern                         | Großes Goldenes Ehrenzeichen mit dem Stern                       | Ritter II. Klasse mit Stern               |
| Großoffizier          | Großes Verdienstkreuz mit Stern                         | Großes Silbernes Ehrenzeichen mit dem Stern                      | Ritter II. Klasse mit Stern               |
| Komtur                | Großes Verdienstkreuz                                   | Großes Goldenes Ehrenzeichen                                     | Ritter II. Klasse                         |
| Komtur                | Großes Verdienstkreuz                                   | Großes Silbernes Ehrenzeichen                                    | Ritter II. Klasse                         |
| Offizier              | Verdienstkreuz 1. Klasse                                | Großes Ehrenzeichen                                              | Ritter III. Klasse                        |
| Ritter                | Verdienstkreuz am Bande**                               | Goldenes Ehrenzeichen                                            | Ritter IV. Klasse                         |
| Ritter                | Verdienstkreuz am Bande**                               | Silbernes Ehrenzeichen                                           | Ritter IV. Klasse                         |
| -                     | -                                                       | Goldenes Verdienstzeichen                                        | -                                         |
| -                     | -                                                       | Silbernes Verdienstzeichen                                       | -                                         |
| -                     | Verdienstmedaille                                       | Goldene Medaille                                                 | Medaille                                  |
| -                     | Verdienstmedaille                                       | Silberne Medaille                                                | Medaille                                  |

* gemeint ist hier das Schulterband.
** gemeint ist hier das Band an der linken oberen Brustseite.
Nicht immer werden Orden in allen genannten Klassen verliehen, einige Abstufungen weichen z. T. stark ab (bspw. Eisernes Kreuz, slowakischer Orden des Weißen Doppelkreuzes). Die meist auf Staatsoberhäupter begrenzte Sonderstufe des Großkreuzes wird in einigen Orden an der Collane verliehen (z. B. litauischer Orden Vytautas des Großen, spanischer Orden Karls III.).

## Geschichte
Die geistlichen Ritterorden des Hochmittelalters teilten ihre Mitglieder entsprechend ihres Standes und ihrer Stellung im Orden ein:
- Ritter (Angehörige des Adels),
- Priester (Angehörige des Klerus),
- Dienende Brüder (nichtadelige Laien).

Daneben konnten bspw. im Johanniterorden auch verdienstvolle Männer ohne Adelsnachweis zu Ehrenrittern (Equites Gratiae, wörtlich „Ritter der Gnade [des Kapitels]“) geschlagen werden. Ritter, die eine Adelsprobe abgelegt hatten, wurden in Abgrenzung dazu Rechtsritter (Equites Iustitiae, wörtlich „Ritter der Gerechtigkeit“) genannt.
Die Namen heutiger Ordensklassen leiten sich von denen leitender Ämter der Ritterorden ab. Die Kommenden wurden von Komturen geleitet, der Gesamtorden von Großkreuzrittern. Diese konnten nur von Rechtsrittern bekleidet werden.
Die weltlichen Ritterorden des Spätmittelalters (Orden vom Goldenen Vlies, Hosenbandorden) kannten nur die Klasse des Ritters.
Mit dem Ordre royal et militaire de Saint-Louis schuf Ludwig XIV. den ersten modernen Militärverdienstorden, geteilt in Großkreuze, Komture und Ritter. Der von Katharina II. 1769 gestiftete Orden des Heiligen Georg teilte seine Mitglieder in Ritter I., II., III. und IV. Klasse ein. Ähnliche Klassenorden entstanden zunächst in Ost-, später auch in Mitteleuropa (wie der Rote Adlerorden).
Die Ehrenlegion teilte sich bei ihrer Gründung 1802 in drei Grades (Légionnaire – Officier – Commandant) und die Dignité des Grand Officier. Als höchste Stufe kam 1805 die Grande Décoration hinzu, auch grand cordon („Großes Schulterband“) oder grand aigle („Großadler“) genannt. 1808 wurden die Légionnaires in Chevalier (Ritter) umbenannt. Während der Restauration erhielten am 26. März 1816 die Stufen Commandant und Grande Décoration die traditionellen Bezeichnungen Commandeur (Komtur) und Crand-Croix (Großkreuz), die neuen Stufen Officier und Grand Officier wurden beibehalten. Bei der Gründung oder Erweiterung zahlreicher weiterer Verdienstorden im 19. und 20. Jahrhundert wurde dieses Muster häufig übernommen und gelangte dadurch zu weltweiter Verbreitung. Namentlich die deutschen Bundesstaaten übernahmen nicht die Bezeichnungen Offizier und Großoffizier, sondern nannten sie bspw. „Ritter I. Klasse“ bzw. „Komtur I. Klasse“.
Der Orden pour le Mérite war seit 1842 in eine Militär- und eine Friedensklasse geteilt, hier bezeichnete die Klasse nicht die Stufe, sondern die Art des Verdienstes.
Bei vielen Ordensstiftungen war die Zugehörigkeit zu einer Klasse mit der Erhebung in den Adelsstand verbunden. Viele Vergünstigungen, besonders finanzielle, waren von der Ordensklasse abhängig. Der Stifter ernannte sich häufig zum Großmeister.
Die Träger in den Ordensklassen waren oft auf eine bestimmte Anzahl beschränkt. Auch in der Bekleidung war ein Unterschied unter den Klassen möglich (Ordensmantel).